# Igor Andrejewitsch Sawtschenko

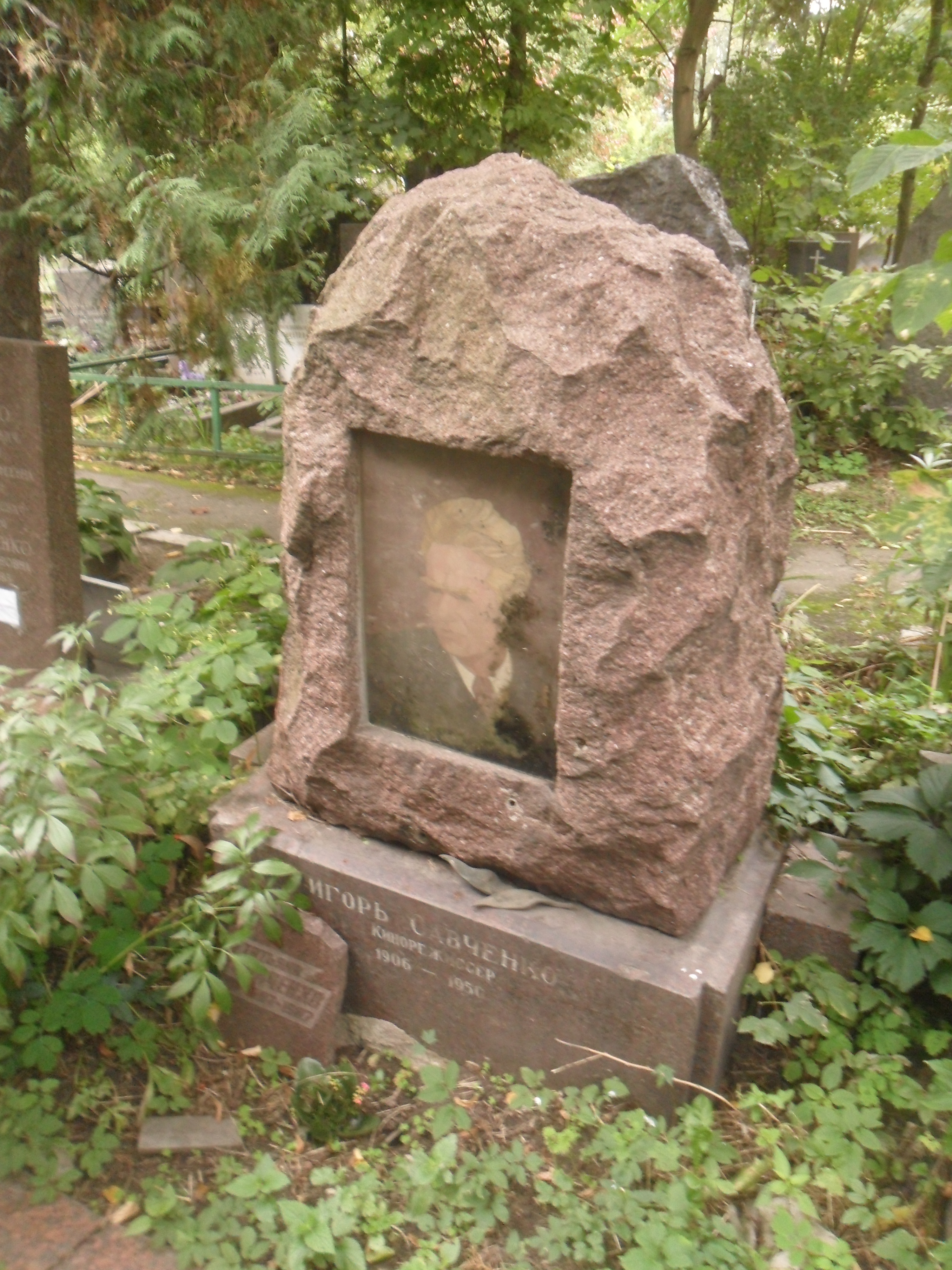
Igor Sawtschenkos Grab auf dem Nowodewitschi-Friedhof in Moskau

Igor Andrejewitsch Sawtschenko (russisch Игорь Андреевич Савченко, ukrainisch Ігор Андрійович Савченко Ihor Andrijowytsch Sawtschenko; * 28. Septemberjul. / 11. Oktober 1906greg. in Winnyzja, Gouvernement Podolien, Russisches Kaiserreich; † 14. Dezember 1950 in Moskau, Sowjetunion) war ein sowjetischer Filmregisseur und Drehbuchautor.

## Leben
Igor Sawtschenko kam 1906 in der heute ukrainischen Stadt Winnyzja zur Welt. Dort trat er von 1918 an am Theater auf und absolvierte die Orda-Switlowa-Theaterschule. 
1925 organisierte er ein Jugendtheater in Winnyzja und von 1926 bis 1929 studierte er Regie am Leningrader Institut für darstellende Kunst.
Zwischen 1929 und 1932 war er als Schauspieler am Arbeiterjugend-Theater in Baku und anschließend an einem Theater in Moskau beschäftigt.
Sein Filmdebüt als Schauspieler gab er 1933 in dem Film Dwadzat schest komissarow — lider esserow.
In Moskau drehte er 1934 den Film Garmon und 1937  Duma pro kasaka Golotu. Am Kiewer Filmstudio für Spielfilme Alexander Dowschenko führte er bei den Filmen Wsadniki (1939), Bogdan Chmelnizki (1941), Partisany w stepjach Ukrainy (1942), basierend auf den Roman von Oleksandr Kornijtschuk und dem biographischen Drama Taras Schewtschenko (deutscher Titel: Gesprengte Fesseln), einem auf dem Leben des ukrainischen Schriftstellers Taras Schewtschenko beruhenden Film, Regie.
Von 1944 an war er Mitglied der Kommunistischen Partei und ab 1946 war er als Dozent am Moskauer Staatlichen Institut für Kino tätig.
Unter seinen Studenten befanden sich unter anderem Alexander Alow, Wladimir Naumow und Sergei Paradschanow.
Sawtschenko starb 44-jährig in Moskau und wurde dort auf dem Nowodewitschi-Friedhof bestattet.

## Ehrungen
- Verdienter Künstler des RSFSR (1944)
- Orden des Roten Banners der Arbeit[3]
- Stalin-Preis (1942, 1949, 1952 posthum)[1]

## Filmografie

### Als Regisseur
- 1931 Nikita Iwanowitsch i sozialism (Kurzfilm, nicht erhalten); russ: Никита Иванович и социализм
- 1932 Ljudi bes ruk (Propagandafilm, nicht erhalten); russ: Люди без рук
- 1934 Garmon; russ: Гармонь
- 1936 Slutschainaja wstretscha; russ: Случайная встреча
- 1937 Duma pro kasaka Golotu; russ: Дума про казака Голоту
- 1939 Wsadniki; russ: Всадники
- 1941 Bogdan Chmelnizki; russ: Богдан Хмельницкий
- 1942 Partisany w stepjach Ukrainy; russ: Партизаны в степях Украины
- 1942 Kwartal Nr. 14; russ: Квартал № 14
- 1942 Plenny is Dachau; russ: Пленный из Дахау
- 1942 Lewko; russ: Левко
- 1944 Iwan Nikulin — russki matros; russ: Иван Никулин — русский матрос
- 1946 Starinny wodewil; russ: Старинный водевиль
- 1948 Der dritte Schlag (Treti udar)
- 1951 Gesprengte Fesseln; russ: Тарас Шевченко Taras Schewtschenko

### Als Drehbuchautor
- 1931 Nikita Iwanowitsch i sozialism
- 1932 Ljudi bes ruk
- 1934 Garmon
- 1936 Slutschainaja wstretscha
- 1937 Duma pro kasaka Golotu
- 1939 Wyssokaja nagrada
- 1942 Partisany w stepjach Ukrainy
- 1942 Gody molodyje; russ: Годы молодые
- 1946 Starinny wodewil
- 1951 Taras Schewtschenko

### Als Schauspieler
- 1933 Dwadzat schest komissarow — lider esserow; russ: Двадцать шесть комиссаров — лидер эсеров
- 1934 Garmon — Toskliwyj, syn kulaka; russ: Гармонь — Тоскливый, сын кулака
- 1935 Ljubow i nenawist; russ: Любовь и ненависть